# POV-Ray
POV-Ray (Persistence of Vision – wörtlich etwa: Beständigkeit des Sehens) ist eine freie Software, mit der 3D-Computergrafiken mittels Raytracing erstellt werden können. Die möglichen Mehrdeutigkeiten bei der Interpretation des Namens sind beabsichtigt. Der Rechenaufwand zur Bilderzeugung ist so hoch, dass ein Personal Computer auch heute (2018) mehrere Minuten bis Stunden oder sogar Tage mit der Berechnung eines einzigen Bildes beschäftigt sein kann.

## Technik
POV-Ray ist ein reiner Renderer und beinhaltet keinen eigenen 3D-Modellierer. Die Definition der dargestellten Szene geschieht mittels einer eigenen Szenen-Beschreibungssprache (Scene-Description-Language, SDL), deren Syntax den Programmiersprachen C und C++ ähnelt. Zur Erstellung komplexer Modelle können externe Tools verwendet werden, beispielsweise Moray oder KPovModeler.
Im Gegensatz zu den sonst üblichen Renderern basieren die zugrundeliegenden Daten nicht auf Polygonen, sondern auf mathematischen Formeln und Körpern. Dadurch ist es beispielsweise möglich, Fraktale dreidimensional darzustellen. Dies hat jedoch zur Folge, dass die Kompatibilität stark eingeschränkt ist. Es gibt viele Konvertierungsprogramme von anderen 3D-Grafikformaten ins POV-Ray-Format, aber keines, welches POV-Ray-Daten ohne Informationsverlust in ein anderes Format umwandeln kann.
POV-Ray beherrscht Raytracing, eine daran angepasste Radiosity-Berechnung und rudimentäre Photon Maps zur Berechnung von Kaustiken.
Der Komplexität der gerenderten Bilder sind keine theoretischen Grenzen gesetzt; in der Praxis ist die zur Verfügung stehende Rechenzeit der begrenzende Faktor.

## Geschichte
Um 1986 besaß David Kirk Buck einen Amiga-Computer. Einer seiner Freunde zeigte ihm zu dieser Zeit einen Raytracer, der jedoch nicht mit Bucks Amiga kompatibel war. Daher schrieb er die entsprechenden Treiber, um den Tracer selber nutzen zu können. Dieser Raytracer konnte lediglich eine schwarze oder weiße Ebene darstellen sowie einfache Kugeln. Da Buck jedoch trotzdem von dem Programm beeindruckt war, programmierte er das Programm ein wenig weiter, sodass dieses auch Farb-Darstellungen unterstützte. Dabei erkannte er, dass es besser sei, einen eigenen Raytracer zu entwickeln – DKBTrace war geboren.
Im Jahre 1987 oder 1988 wurde Buck von Aaron Collins kontaktiert, da dieser DKBTrace so modifiziert hatte, dass es – statt wie zuvor nur auf dem Amiga – auch auf einem PC einzusetzen war. Dadurch entstand eine Zusammenarbeit zwischen Buck und Collins. Während die zwei an Version 2.12 von DKBTrace – der letzten veröffentlichten Version – arbeiteten, wurden sie auf eine Gruppe von Menschen aufmerksam, die sehr interessiert an DKBTrace waren und viele verschiedene Szenen damit erstellten. Da diese Gruppe frustriert war, dass Buck und Collins nicht schnell genug neue Funktionen in DKBTrace einbauen konnten, machten sie den Vorschlag, einen weiteren neuen Raytracer zu entwickeln. Da Buck zu dieser Zeit immer weniger Zeit mit Raytracing verbrachte, machte er dieser Gruppe auf CompuServe das Angebot, einen neuen Raytracer auf Basis von DKBTrace zu entwickeln. Dieses Angebot verknüpfte er mit drei Bedingungen:
- Das Programm muss als Freeware angeboten werden sowie der Quellcode frei verfügbar sein
- Das Programm muss plattformunabhängig sein
- Das Programm muss einen anderen Namen als „DKBTrace“ haben

Da man mit diesen Bedingungen einverstanden war, begab man sich an die Namensfindung, wobei der Name „Persistence Of Vision Raytracer“ vorgeschlagen wurde, welcher letztendlich zu „POV-Ray“ gekürzt wurde.
Die erste veröffentlichte Version von POV-Ray – POV-Ray 0.5 – war im Grunde eine verbesserte Version von DKBTrace, denn POV-Ray 0.5 nutzte noch die gleiche Syntax, hatte allerdings weit mehr Funktionen als DKBTrace 2.12. Erst mit Version 1.0 wurde eine eigene Syntax für POV-Ray entwickelt. Zur Zeit der Veröffentlichung von POV-Ray 2.0 verließ auch Buck das Entwickler-Team, nachdem Collins es bereits vorher verlassen hatte, und Chris Cason wurde Leiter des Entwickler-Teams.
Die derzeitige offizielle Version für alle Systeme von POV-Ray ist 3.7.0 (erschienen am 6. November 2013). Die Version 3.7 beinhaltet als größte Neuerung die Unterstützung von Multithreading. Außerdem gibt es kleinere Syntaxänderungen und Sprachergänzungen. Ab der Version 3.7.0 wird die Software unter der GNU Affero General Public License Ausgabe 3 (AGPLv3) veröffentlicht.

## Versionen
Es existierten Versionen für fast alle gängigen Betriebssysteme, insbesondere einige die auf verteilten Systemen (Clustern) betrieben werden können. Somit steht die Rechenleistung von POV-Ray im direkten Verhältnis zur Anzahl der zur Verfügung stehenden Rechner und ist hierdurch skalierbar. Auf neueren MacOS-Versionen wird POV-Ray nicht mehr unterstützt. 

Render-Beispiele
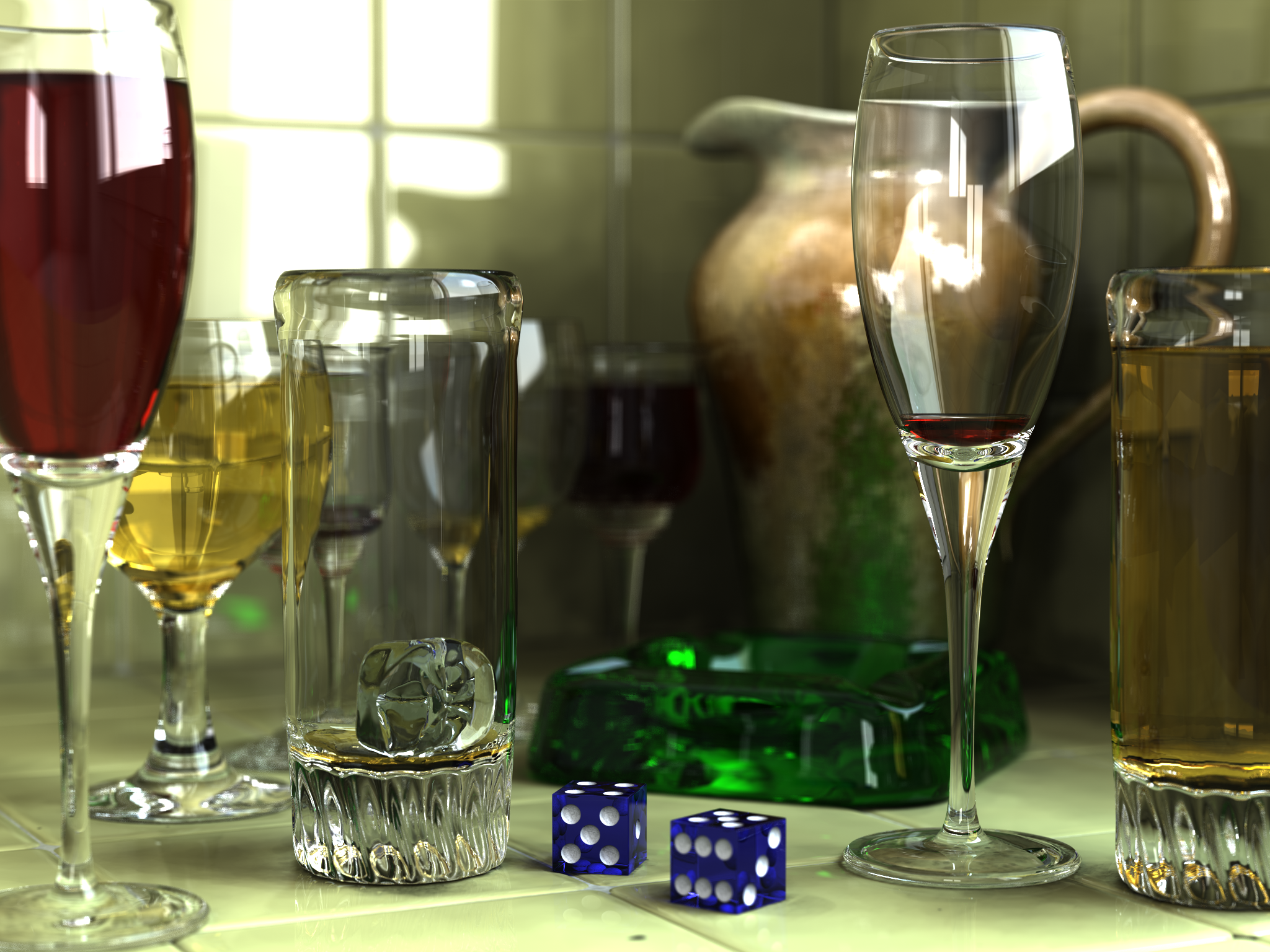
Verschiedene Gegenstände mit Radiosity gerendert
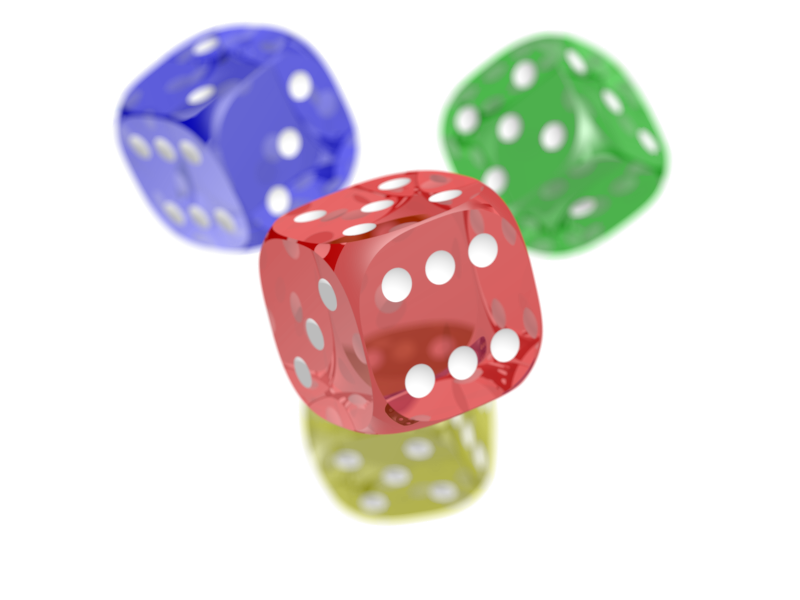
Vier Präzisionswürfel
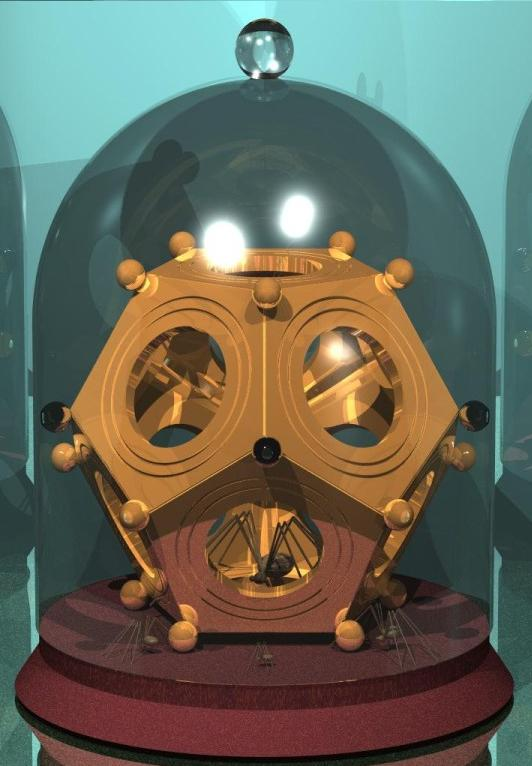
römisches Pentagondodekaeder
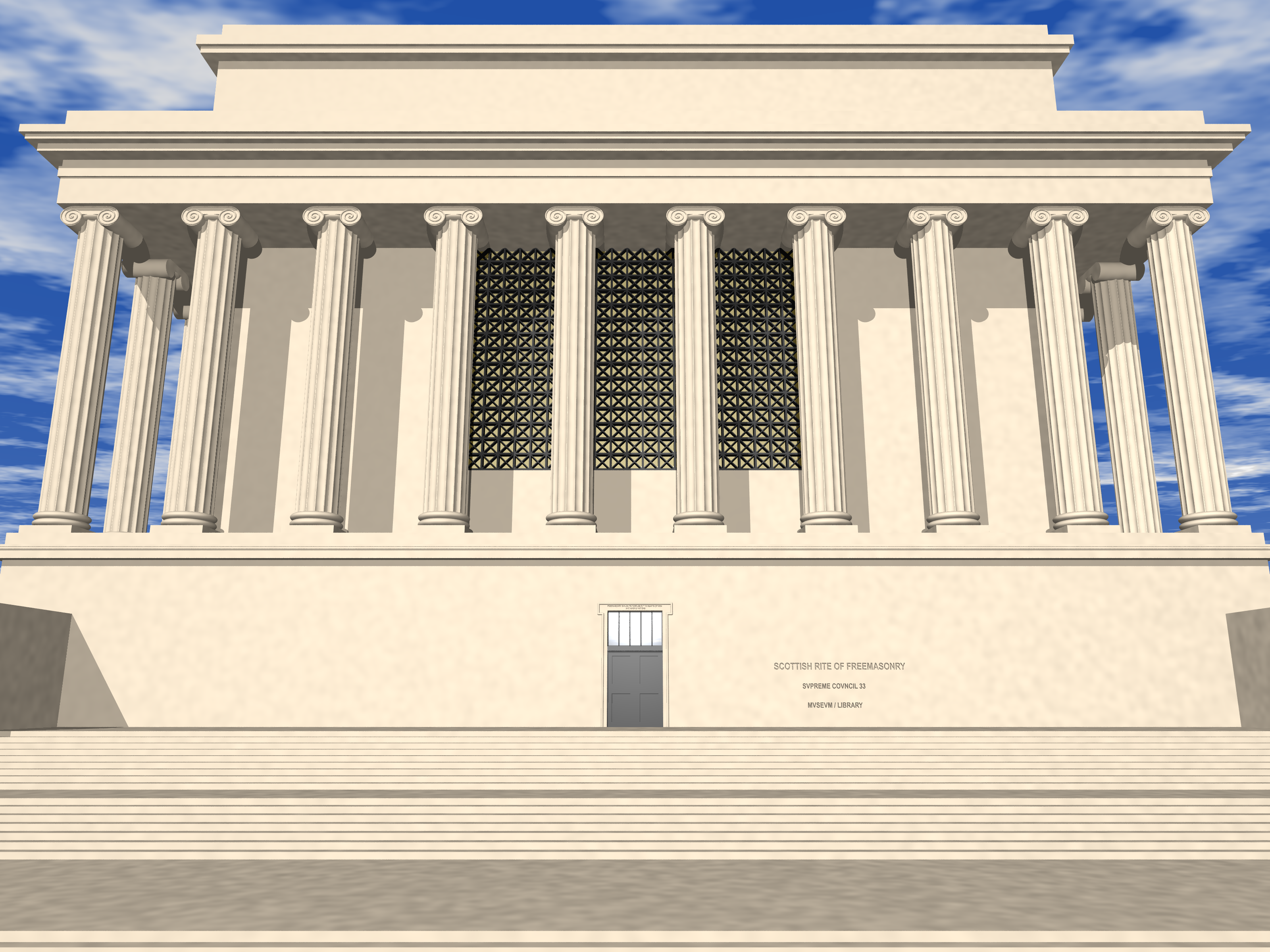
„House of the Temple“ in Washington D.C.

## Anwendung

### Szenenaufbau
Eine Szene wird mittels einer Programmiersprache, der "Scene Description Language" (SDL), beschrieben. Alle Elemente der Szene, wie Kamera, Lichtquellen, Objekte und Hintergrund, können sehr detailliert beschrieben werden. Die SDL enthält eine Reihe von Elementen, die auch "normale" Programmiersprachen ausmachen, wie zum Beispiel Variablen, Schleifen, Arrays, If-Abfragen usw. So lassen sich komplexe Szenen unter Umständen mit wenigen Programmzeilen beschreiben.

Beispiel-Grundszene
```
// Grundgerüst

#include
 
"colors.inc"

global_settings
 
{

    
assumed_gamma
 
1.0

}

camera
 
{

    
location
 
<
0
,
0.5
,
-
4
>

    
look_at
  
<
0
,
0
,
0
>

}

sky_sphere
 
{

    
pigment
 
{

        
gradient
 
y

        
color_map
 
{

            
[
0.0
 
rgb
 
<
0.6
,
0.7
,
1.0
>]

            
[
0.7
 
rgb
 
<
0.0
,
0.1
,
0.8
>]

        
}

    
}

}

light_source
 
{

    
<
-
30
,
30
,
-
30
>

    
color
 
rgb
 
<
1
,
1
,
1
>

}

// Szeneninhalt

// Eine grüne Ebene

plane
 
{

    
y
,
 
-
1

    
pigment
 
{

        
color
 
rgb
 
<
0.2
,
0.8
,
0.2
>

    
}

}

// Eine rote Kugel

sphere
 
{

    
<
0
,
0
,
1
>,
 
1

    
texture
 
{

        
pigment
 
{

            
color
 
Red

        
}

    
}

}

```

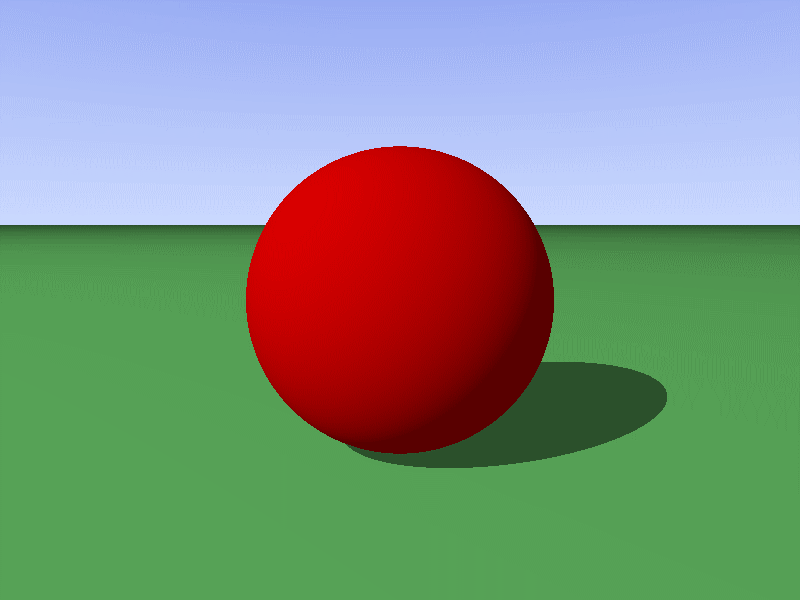
POV-Ray Ergebnis der links beschriebenen Szene.

Solche Szenen können schnell große Komplexität annehmen, wenn man z. B. mit POV-Ray ein Gebäude nachbildet oder eine Animation erstellt.

### Grundobjekte
| Name          | Syntax | Code | Ergebnis |
| ------------- | --- | --- | -------- |
| Kugel         | sphere { <x,y,z>,Radius pigment { color Farbe }                                                                           | sphere { <0,1,0>,1 pigment { color Red }                                                                                   |          |
| Quader        | box { <x-Ecke1,y-Ecke1,z-Ecke1>, <x-Ecke2,y-Ecke2,z-Ecke2> rotate <x-Drehung,y-Drehung,z-Drehung> pigment { color Farbe } | box { <0,0,0>,<1,1,1> rotate <-30,0,30> pigment { color Red }                                                              |          |
| Zylinder      | cylinder { <x-unten,y-unten,z-unten>, <x-oben,y-oben,z-oben>,Radius pigment { color Farbe }                               | cylinder { <0,0,0>,<1,1,1>,1 pigment { color Red }                                                                         |          |
| Kegel(stumpf) | cone { <x-unten,y-unten,z-unten>,Radius-unten, <x-oben,y-oben,z-oben>,Radius-oben pigment { color Farbe }                 | cone { <0,-1,0>,1, <0,1,0>,0 pigment { color Red } cone { <0,-1,0>,1, <0,1,0>,0.25 translate <5,0,0> pigment { color Red } |          |
| Torus         | torus { Hauptradius,Nebenradius rotate <x-Drehung,y-Drehung,z-Drehung> pigment { color Farbe }                            | torus { 0.5,0.2 rotate <0,30,30> pigment { color Red }                                                                     |          |